# Vasco de Gama (croiseur)
Pour les articles homonymes, voir Vasco da Gama.
Le Vasco de Gama (ou NRP Vasco de Gama) fut le seul croiseur cuirassé de la Marine portugaise. Il fut construit sur les chantiers Thames Iron Works sur les bords de la Tamise (Angleterre).

## Conception
C'est après sa refonte en 1901 en Italie qu'il put être classé réellement en croiseur cuirassé. Il bénéficia d'une augmentation de tonnage et d'un meilleur armement.

## Histoire
La mission du Vasco de Gama fut de compléter la défense maritime du Portugal de sa base de Lisbonne et de ses fortifications.

Durant la Première Guerre mondiale il a aussi servi d'escorte aux troupes vers l'Afrique et la France.

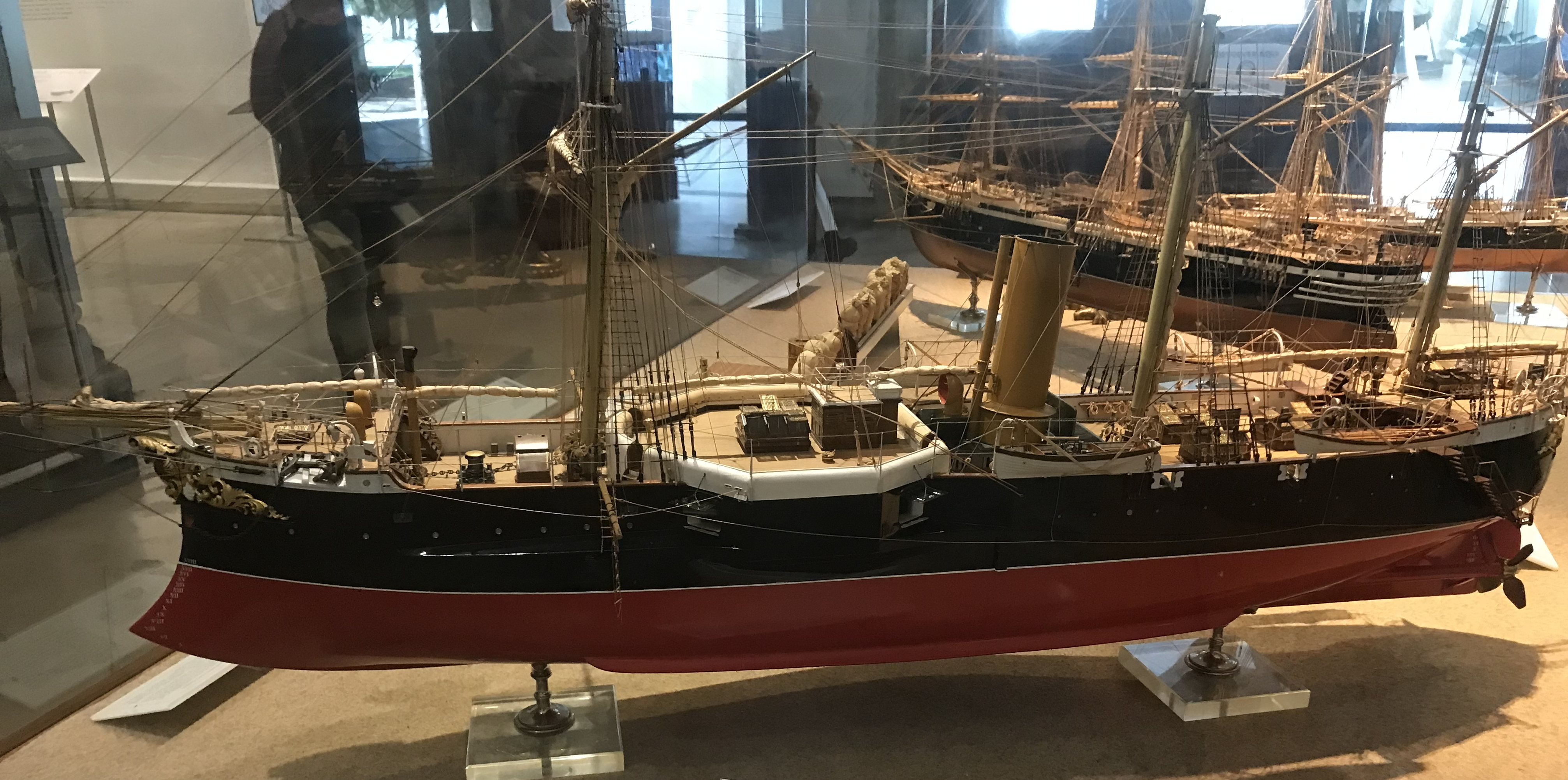
Le Vasco de Gama. Maquette au 1/48e, Musée de la marine (Lisbonne).

Il est le navire amiral de l'escadre portugaise réprimant la Révolte de Madère en 1931.
En 1936, après avoir servi comme Navire amiral de la flotte portugaise, le Vasco de Gama a été mis hors service et démantelé.